# Gustav Weil
Gustav Weil (25 d'abril de 1808, Sulzburg, Alemanya - 29 d'agost de 1889, Friburg de Brisgòvia, Alemanya) fou un lingüista, professor universitari i orientalista alemany.

## Biografia
Com que estava destinat a ser rabí, va aprendre hebreu, a més d'alemany i francès. També va rebre lliçons de llatí per part del sacerdot de la seva ciutat natal. Amb dotze anys va traslladar-se a Metz, d'on el seu avi era rabí, per estudiar-hi el Talmud. Tanmateix, la carrera teològica va decebre'l i va decidir abandonar-la aviat. El 1828 va entrar a la Universitat de Heidelberg, on es va consagrar a l'estudi de la filologia i de la història. Alhora va estudiar àrab amb Friedrich Wilhelm Carl Umbreit. Malgrat els seus recursos escassos, el 1830 va traslladar-se a París per continuar-hi els estudia amb Antoine Isaac Silvestre de Sacy, i gràcies a això va poder acompanyar l'expedició francesa a l'Alger, en tant que corresponsal per a l'Allgemeine Zeitung d'Augsburg. El gener de 1831 va renunciar a aquesta feina i va traslladar-se al Caire, on fou contractat com a professor de francès a l'Escola Mèdica Egípcia d'Abu-Zabel. Allà va romandre, tret d'algun viatge ocasional a Europa, fins al març del 1835. Durant aquest període a Egipte, va tenir l'oportunitat d'estudiar amb filòlegs àrabs com Mohammed Ayyad al-Tantawi i Ahmad al-Tunsi, i també va aprendre-hi persa i turc.
De tornada a Europa, Weil va passar per Constantinoble, on va estar-se un temps per perfeccionar els seus coneixements de turc. Ja a Alemanya, va intentar establir-se, sense èxit, com a professor privat a la Universitat de Heidelberg. Les raons d'aquest fracàs es deuen que prèviament Weil havia criticat durament la traducció que Joseph von Hammer-Purgstall havia publicat de Els collarets d'or de Zamakhshari (1836). Cal tenir en compte que, aleshores, Hammer-Purgstall gaudia d'una enorme reputació i la Universitat de Heidelberg, incapaç d'entrar a jutjar aquesta polèmica, no va atrevir-se a contractar Weil. No obstant això, gràcies a la recomanació de Sacy, Weil va poder entrar-hi primer com ajudant de bibliotecari i posteriorment, el 1838 com a bibliotecari, càrrec que ocupà fins al 1861, quan finalment va poder entrar-hi com a professor.